# Inga-Shaba

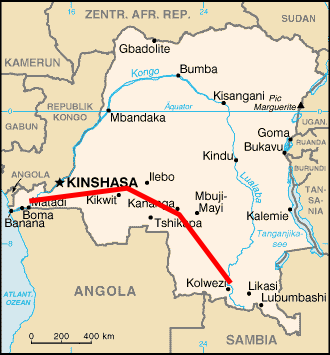
Le parcours de la ligne haute-tension Inga-Shaba

Inga-Shaba est une installation de transmission d'électricité en courant continu à haute tension (HVDC) développée en République démocratique du Congo (initialement république du Zaïre). La ligne a été mise en service en 1982, reliant sur 1 700 km le barrage d'Inga (Matadi) aux régions minières de Shaba (Kolwezi). Elle est prévue pour transporter 560 MW sous une tension de ±500 kV.

## Histoire
Inga-Shaba fut un projet de développement de 900 millions de dollars US. Il fut le résultat d'âpres négociations et études de faisabilité qui durèrent trois années, opposant de grands industriels et leurs nations d'origine. Morrison-Knudsen International, une entreprise américaine d'ingénierie et de construction, fut sélectionné en tant que contractant principal pour le projet. 
Inga-Shaba représenta l'un des projets américains les plus prestigieux d'investissement dans les pays du tiers monde dans les années 1970 et 1980. La construction fut cependant régulièrement entravée par des insurrections, les problèmes logistiques hors du commun, les dépassements de coût et les échéances de financement. 
Le projet fut cependant inauguré en 1982 à Kolwezi par Neal Spencer, vice-président de MKI, Munga Mibindo, président directeur général de la Société nationale d'Électricité. 
L'ouvrage, dont la durée prévue de construction était de 10 années, prévoyait la construction d'une ligne d'électricité à haute tension de 1 700 kilomètres de long, de l'embouchure du barrage d'Inga sur le fleuve Congo à proximité de Matadi, l'un des principaux complexe hydroélectriques africains jusqu'aux grandes régions minières du Shaba, dénommé de nos jours Katanga. Le projet prévoyait des stations intermédiaires à Selo (tout près de Kinshasa), Kikwit, Kananga et Kamina, avant la livraison d'électricité au terminal de Kolwezi.
« Inga-Shaba » fut le surnom donné à l'installation, qui débutant à seulement 10 % de sa capacité, fut inauguré en 1982. 
En 2007, la SNEL reçoit un emprunt de 178 millions de dollars US de la Banque mondiale afin de rétablir la ligne pour alimenter en électricité l’industrie minière au Katanga.

## Technique
L'installation Inga-Shaba est équipée d'une technologie thyristor fournie par le sous-traitant suédois ASEA, elle est conçue pour transporter 560 MW dans une première phase, avec une tension bipolaire symétrique de ± 500 kV. Avec 1 700 kilomètres, c'est la plus longue ligne à haute tension du monde à l'exception de lignes en Sibérie. De par le fait que la ligne devait passer par des terrains inaccessibles et inhabités, d'importantes étendues de terrain ont été dégagées à proximité de la ligne pour en assurer la sécurité.